# Ciclo di lavorazione
Il ciclo di lavorazione è una successione ordinata e razionale di operazioni necessaria per trasformare un prodotto grezzo o una o più materie prime in un prodotto finito. La definizione "ciclo di lavorazione", un tempo propria delle industrie meccaniche, è adesso di uso più frequente. 
Il ciclo di lavorazione viene solitamente riportato, per le lavorazioni artigianali e industriali del settore meccanico, sul cosiddetto "Foglio ciclo di lavorazione" o "cartellino di lavorazione", affinché il ciclo sia ripetibile e controllabile. Quando il prodotto finito è il risultato di assemblaggio di gruppi e componenti, si parla più propriamente di ciclo di montaggio. Il ciclo di lavorazione è un concetto che può essere applicato a tanti altri processi produttivi, non solo a quello meccanico.
Tale foglio è caratterizzato principalmente dagli aggettivi "ORDINATA" e "RAZIONALE".
Ordinata, in quanto, se si inverte o cambia l'ordine delle operazioni da eseguire per trasformare un pezzo grezzo in pezzo finito, il risultato sarà, nella maggioranza dei casi, diverso;
Razionale, poiché, sta ad indicare che tra tutti i modi per costruire un elemento, dovrà essere scelto quello che, data una certa realtà produttiva, risulti il meno costoso.